# 月ひとしずく
「月ひとしずく」（つきひとしずく）は、小泉今日子が1994年11月14日にビクターエンタテインメントからリリースした36枚目のシングル。

## 解説
自身も出演したTBS系ドラマ『僕が彼女に、借金をした理由。』主題歌。
翌月発売ベスト・アルバム『anytime』の先行シングルとなった。
井上陽水・奥田民生が途中までしか作っていなかった作品に、小泉が詞を足して曲を完成させた。
井上・奥田のユニット井上陽水奥田民生が、アルバム『ショッピング』（1997年）でセルフカバー。

## 収録曲
全編曲:白井良明
1. 月ひとしずく
  - 作詞:井上陽水・奥田民生・小泉今日子
  - 作曲:井上陽水・奥田民生
2. ルナシーな気分にひかれてる
  - 作詞:高木完／作曲:白井良明
3. 月ひとしずく（オリジナル・カラオケ）
4. ルナシーな気分にひかれてる（オリジナル・カラオケ）